# La pazza della porta accanto - Conversazione con Alda Merini
La pazza della porta accanto - Conversazione con Alda Merini, videoritratto del 2013 diretto da Antonietta De Lillo, prodotto dalla Marechiarofilm in collaborazione con Rai Cinema, è stato presentato, alla 31ª edizione del Torino Film Festival.
Antonietta De Lillo riprende il girato da lei realizzato in occasione di una lunga conversazione avuta con la poetessa nel giugno del 1995 e in parte confluito in quello stesso anno nel videoritratto Ogni sedia ha il suo rumore con la partecipazione dell'attrice Licia Maglietta e presentato al festival di Locarno. Circa 20 anni dopo con La pazza della porta accanto - Conversazione con Alda Merini, la regista ricostruisce integralmente quell'incontro, attraverso la tecnica del found footage applicata al proprio stesso girato insieme alle nuove immagini realizzate appositamente per il film da Luca Musella.

## Trama
Alda Merini mostra il suo mondo, partendo dalle fasi più importanti della sua vita: l'infanzia, gli amori, il rapporto con i figli, arriva alla riflessione sulla poesia e sull'arte. La narrazione completamente intima e confidenziale si alterna continuamente tra vita privata della poetessa e quella pubblica.